# Дубицкие
Дубицкие (Дубиские, Дубисские) (пол. Dubicki h. Zagłoba) — шляхетский, польско-русский дворянский род, герба Заглоба.
Родоначальник, поляк (литвинин) Исак Дубицкий, был пожалован государевым жалованием за выезд (1625).
Род получил своё название предположительно от селения Загроба (центральная Польша) и рано разделился на несколько ветвей.

## Герб Дубицких
Гербом Дубицких были разновидности польско-русского дворянского герба: Заглоба (пол. Zagłoba).

### Описание герба
В поле лазоревом подкова золотая, шипами к низу обращённая, а из средины её чрез подкову проходит обнажённая шпага, так, что рукоятка её, имеющая вид креста, остаётся внутри подковы, а лезвие выходит наружу. На шлеме видно пробитое влево стрелой крыло.. Первое упоминание этого герба относят к 1421 году.

## Ветви дворянского рода Дубицких
- Первая ветвь происходит от Антона-Гедеона Лаврентиевича Дубицкого; внесена в VI часть родословной книги Волынской губернии. В этой части записаны «древние благородные дворянские роды»[4].

| Дубицкие, сыновья Антона-Гедеона Лаврентиевича: - Антон с сыновьями: - Октавианом, у которого сыновья: - Филипп-Яков-Сигизмунд - Григорий-Болеслав - Евлогий - Роберт, имеющий сына - Юлиана-Петра, у которого сыновья: - Станислав-Людвиг - Август-Роберт - Викентий-Антон, имеющий сына - Людвика-Юлиана, у которого сыновья: - Цеслав-Викентий-Адам - Александр-Гедеон-Иосиф - Марьян-Карл— 1906Полный текст. См. стр.298-299 |  | . |

(I, 43)

- Вторая ветвь, происходит от Фаддея Дубицкого, записана в III часть (роды дворянства, приобретенного на службе гражданской, а также получившие право потомственного дворянства по ордену) родословной книги Волынской губернии[5].

| Дубискіе: - Иванъ, Игнатій, Антонъ, сыновья Франца Мартинова. - Маріанъ-Иосіфъ-Валерій, сынъ Валерія-Адольфа-Валентія Эразмова-Варфоломъева, - Станиславъ-Валерій и Елеонора-Софія, дъети Маріана-Iосифа-Валерія Валеріева-Адольфова-Валентіева.— 1906Полный текст. См. стр.321 |

(III, 203)

- Третья ветвь, происходит от Антона Марцелиевича, записана в I часть (роды дворянства жалованного или действительного) родословной книги Волынской губернии[6].

| Дубискіе: - Иванъ, Игнатій, Антонъ, сыновья Франца Мартинова. - Маріанъ-Иосіфъ-Валерій, сынъ Валерія-Адольфа-Валентія Эразмова-Варфоломъева, - Станиславъ-Валерій и Елеонора-Софія, дъети Маріана-Iосифа-Валерія Валеріева-Адольфова-Валентіева.— 1906Полный текст. См. стр.321 |

## Дубицкие вРодословной книгеВолынской губернии
Дубицкие, как потомственный дворянский род, были внесены в 6-ю часть Родословной книги Волынской губернии. В шестую часть вносились роды, дворянство которых насчитывало столетие на момент издания Жалованной грамоты. Формально запись в шестую часть родословной книги не давала никаких привилегий, кроме одной: в Пажеский корпус, Александровский (Царскосельский) лицей и в училище правоведения зачислялись только сыновья дворян, записанных в пятую и шестую части родословных книг.
Кроме этого Дубицкие были внесены в 1-ю и 3-ю часть Родословной книги Волынской губернии. В первую часть вносились «роды дворянства жалованного или действительного»; во вторую часть — роды дворянства военного; в третью — роды дворянства, приобретённого на службе гражданской, а также получившие право потомственного дворянства по ордену; в четвёртую — все иностранные роды; в пятую — титулованные роды; в шестую часть — «древние благородные дворянские роды». (Грамота на права, вольности и преимущества благородного российского дворянства). На практике в первую часть записывались и лица, получившие дворянство по ордену, особенно если этот орден жаловался вне обычного служебного порядка.

Другие источники, где упоминаются Дубицкие